# 喬治·克里斯滕森
喬治·克里斯滕森（George Christensen，1978年6月30日—）是一位澳洲政治人物，他的黨籍是昆士蘭自由國家黨。自2010年開始，他是道森選區選出的澳大利亞眾議院的議員。他曾是麥凱市議會的議員。